# Paragaleodes scalaris
Paragaleodes scalaris är en spindeldjursart som först beskrevs av Carl Ludwig Koch 1842.  Paragaleodes scalaris ingår i släktet Paragaleodes och familjen Galeodidae. Inga underarter finns listade i Catalogue of Life.